# پارک جونگ-اون
پارک جونگ-اون (انگلیسی: Park Jung-eun؛ زادهٔ ۱۴ ژانویهٔ ۱۹۷۷)  بازیکن زن بسکتبال اهل کره جنوبی بود. وی در بازی‌های المپیک تابستانی ۱۹۹۶، ۲۰۰۰، ۲۰۰۴ و ۲۰۰۸ شرکت کرده‌است.